# Orthotomus atrogularis
El sastrecillo cuellinegro (Orthotomus atrogularis) es una especie de ave paseriforme de la familia Cisticolidae propia del sudeste asiático

## Distribución y hábitat
Se encuentra en Indochina, la península malaya, el este del subcontinente indio, Borneo y Sumatra, distribuido por Bangladés, Brunéi, Camboya, el este de la India, Indonesia, Laos, Malasia, Birmania, Singapur, Tailandia y Vietnam. Su hábitat natural son los bosques húmedos tropicales y los manglares.